# Amata austeni
Amata austeni är en fjärilsart som beskrevs av Moore 1879. Amata austeni ingår i släktet Amata och familjen björnspinnare. Inga underarter finns listade i Catalogue of Life.